# Breagyps
Breagyps foi um gênero  de aves da família Cathartidae.